# Chlorid skanditý
Chlorid skanditý (ScCl3) je sloučenina skandia a chloru se vzorcem ScCl3. Používá se hlavně při laboratorním výzkumu. Je komerčně dostupný v bezvodé formě i jako hexahydrát (ScCl3 • 6H2O).

## Struktura
ScCl3 krystalizuje ve vrstvené struktuře typu BiI3, s osmistěnnými skandiovými centry. V plynném skupenství při 900 K převládá monomerní ScCl3, dimer Sc2Cl6 má přibližně 8% zastoupení. Z elektronového difrakčního spektra je patrné, že monomer má rovinný tvar molekuly.

## Reakce
Chlorid skanditý se rozpouští ve vodě za vzniku iontů [Sc(H2O)x]3+ (x je pravděpodobně 7 nebo vyšší). Při vystavení vzdušné vlhkosti vzniká hexahydrát, který má strukturu trans-[ScCl2(H2O)4]Cl·2H2O. S méně zásaditým ligandem tetrahydrofuranem vytváří ScCl3 komplex ScCl3(THF)3 tvořící bílé krystaly. Tento komplex rozpustný v tetrahydrofuranu se používá k přípravě organických sloučenin skandia. ScCl3 byl převeden na odpovídající dodecylsulfátovou sůl, která byla zkoumána jako možný katalyzátor aldolových reakcí.

### Redukce
Při první přípravě kovového skandia byla použita elektrolýza eutektické taveniny chloridu skanditého a dalších solí při 700–800 °C.
ScCl3 reaguje se skandiem za vzniku řady chloridů, v nichž má skandium oxidační číslo nižší než 3 (ScCl, Sc7Cl10, Sc2Cl3, Sc5Cl8 a Sc7Cl12), například redukcí ScCl3 kovovým skandiem za přítomnosti chloridu cesného vzniká sloučenina CsScCl3, která se skládá z lineárních řetězců o složení ScIICl3−.

## Použití
Chlorid skanditý se nachází v některých halogenových žárovkách, optických vláknech a laserech.